# Liebe ohne Illusion
Liebe ohne Illusion ist ein deutscher Spielfilm von Erich Engel aus dem Jahr 1955 nach dem Bühnenstück  Ärztliches Geheimnis  von Ladislas Fodor.

## Handlung
Während der Kriegsgefangenschaft ihres Mannes hat Christa Hübner sich eine Existenz als Ärztin geschaffen. Nach seiner Rückkehr kann Walter Hübner nicht mehr in seinem erlernten Beruf als Schauspieler arbeiten, da er im Krieg einen Arm verloren hat. Um überhaupt wieder zu arbeiten, nimmt er einen Job bei einem Spielautomaten-Unternehmen an, was ihn natürlich nicht befriedigt. Seine Frau ist inzwischen eine anerkannte Ärztin und hat kaum noch Zeit, sich um ihn zu kümmern. Ihr übertriebenes Pflichtbewusstsein trübt die ehemals glückliche Ehe. Unfreiwillig vertieft Christas Schwester Ursula, die bei ihnen wohnt, die Entfremdung der beiden. Eines Tages lässt sie sich durch die unbewusste Zuneigung zu ihrem Schwager, zu heftigen Vorwürfen gegen ihre Schwester hinreißen. Da sie nicht weiter mit der Situation umgehen kann, verlässt sie die gemeinsame Wohnung und verdient sich ihren Unterhalt als Mannequin. Als Walter Probleme mit seiner Arbeit bekommt und er keine Hilfe von Christa erwarten kann, da sie zu einem Kongress gefahren ist, fährt er zu Ursula, um dort Trost zu suchen. Die nun aufflammende Leidenschaft ist nicht mehr zu stoppen.
Durch die kurze Trennung ist in Christa eine Wandlung vorgegangen. Sie kümmert sich mehr als bisher um ihren Mann, der durch eine neue künstlerische Herausforderung sein Selbstbewusstsein wiederfindet. Da erfährt Christa, dass Ursula ein Kind von Walter erwartet. Nach reiflicher Überlegung beschließt sie, auf ihr eigenes Glück zu verzichten und Walter freizugeben. Ursula hat aber in der Zwischenzeit erkannt, dass Walter sie nicht liebt. Verzweifelt sucht sie nach einem Weg, das Kind abzutreiben. Durch einen schweren Sturz ist diese Suche aber nicht mehr erforderlich. Sie wird kein Kind bekommen.
Ihr Leben noch einmal neu überdenkend, beginnen Christa und Walter einen neuen Lebensabschnitt. Die Liebe wird ihnen den Weg weisen – eine Liebe ohne Illusion.

## Produktion
Der Film wurde im CCC-Studio in Berlin-Spandau produziert. Die Außenaufnahmen entstanden auf dem Flughafen Tempelhof und auf dem Marktplatz von Spandau. Er erlebte seine Uraufführung in der Bundesrepublik am 7. April 1955 im Theater am Aegi in Hannover.

## Kritik
Das Lexikon des internationalen Films bezeichnet den Film als glatt inszenierten Film voller aufgesetzter Gefühle; kitschig und verlogen.